# Tianna Zimmerman
Tianna Zimmerman (geboren 2000 oder 2001 in Kanada) ist eine kanadische Schwimmerin. Sie repräsentierte Kanada bei den Special Olympics World Summer Games 2019 in Abu Dhabi und gewann dort unter anderem eine Gold- und eine Bronzemedaille. Im November 2019 wurde sie mit dem Special Olympics Canada Female Athlete of the Year Award ausgezeichnet.

## Leben und Werdegang als Sportlerin
Zimmerman lebt in Englefeld, Saskatchewan.
Sie begann 2014 mit dem Schwimmtraining. Innerhalb von vier Jahren lernte sie alle vier Schwimmstile und gewann bei den Special Olympics Canada Summer Games in Antigonish, Nova Scotia, Medaillen.
2019 ging sie bei den Special Olympics World Summer Games in Abu Dhabi an den Start. In der 4 × 50-m-Freistilstaffel gewann sie Gold, im 800-m-Freistilschwimmen Bronze.
Zimmerman ist nicht nur aktive Sportlerin, sondern auch Mitglied der Vorstandschaft von Special Olympics Humboldt und vertritt Special Olympics nach außen.

## Auszeichnungen
- September 2019: Special Olympics Saskatchewan Athlete of the Year Award[4][5]
- November 2019: Special Olympics Canada Female Athlete of the Year Award[4]
- 2020: Humboldt’s Junior Citizen of the Year[4]